# Łącko (województwo małopolskie)
Łącko – wieś w Polsce, położona w województwie małopolskim, w powiecie nowosądeckim, w gminie Łącko, u ujścia potoku Czarna Woda do Dunajca (nad jego lewym brzegiem). Pod względem geograficznym znajduje się w Beskidzie Wyspowym i w Beskidzie Sądeckim. Jest siedzibą gminy Łącko.

## Integralne części wsi
| przysiółki | Browary, Brzyzki, Cebulówka, Ciosówka, Kawulówka, Kiczanki, Kołoska, Kopanie, Kozówka, Pod Drapą, Pożogi, Tarnawa, Wójcikówka, Wolaki, Wysokie, Zagrody, Złotne |
| części wsi | Babia, Bindasówka, Boconiec, Dolina, Dunajczyska, Janczurówka, Jeżowa, Kiercówka, Kopytówka, Krakowska, Palarnia, Pasternia, Średnia Droga                      |

## Historia
Wieś ma metrykę średniowieczną i jest notowana od XIII wieku. Według różnych źródeł historycznych jeszcze przed 1256 rokiem miejscowość była własnością polskiego krzyżowca Piotra Wydżgi herbu Janina. Za jego czasów w okolicy wsi znajdowały się podobno kopalnie złota.
Wieś duchowna, własność klasztoru klarysek w Starym Sączu, położona była w drugiej połowie XVI wieku w powiecie sądeckim województwa krakowskiego.
W 1603 roku polski lekarz Sebastian Petrycy pisał o leczniczych właściwościach lokalnych żelazistych wód mineralnych, których źródła znajdowały się w pobliżu Łącka. Z kolei geograf i publicysta Franciszek Siarczyński zanotował, że w pobliżu drogi do wsi ze skał sączą się obficie skalne oleje; dla tego ludzie stawali i smarowali nimi wozy.
Do roku 1772 własność klasztoru Klarysek w Starym Sączu, następnie dobra kameralne rządu austriackiego w prowincji Galicja (w zaborze austriackim wynikiem kolonizacji józefińskiej w latach 1772–1914 pod nazwą Wiesendorf).
W XIX-wiecznym Słowniku geograficznym Królestwa Polskiego miejscowość wymieniona została jako wieś wraz z przysiółkami: Łącko z Wolakami i Łączkami. Liczyły one wówczas 1571 mieszkańców wyznania rzymskokatolickiego. We wsi znajdowała się dwuklasowa szkoła ludowa oraz szpital ubogich założony w 1576 roku przez zakonnice ze Starego Sącza.
W latach 1954–1972 wieś należała i była siedzibą władz gromady Łącko. W latach 1975–1998 miejscowość administracyjnie należała do województwa nowosądeckiego.

## Zabytki
Obiekt wpisany do rejestru zabytków nieruchomych województwa małopolskiego.
- Kościół parafialny pw. św. Jana Chrzciciela i św. Michała Archanioła, otoczenie, drzewostan, ogrodzenie.

| Zwierzęta | Konie | Bydło | Owce | Świnie |
| Liczba    | 86    | 546   | 277  | 140    |

## Gospodarka
Łącko oraz cała gmina Łącko znana jest z sadów jabłkowych oraz lokalnej śliwowicy. Działa tu Łącki Bank Spółdzielczy.

## Kultura
Bardzo mocno rozwija się tutaj rodzimy folklor kontynuowany w zespołach regionalnych: „Małe Łącko”, „Górale Łąccy” oraz w Orkiestrze Dętej im. Tadeusza Moryto.
Corocznie w maju organizowane jest w Łącku Święto Kwitnącej Jabłoni — impreza, podczas której prezentowane są stroje, zespoły ludowe i orkiestry dęte regionu. We wrześniu natomiast odbywa się święto owocobrania połączone od kilku lat ze świętem łąckiej śliwowicy.

## Ochotnicza straż pożarna
Ochotnicza Straż Pożarna w Łącku powstała w 1889 roku, od 1995 roku działa w krajowym systemem ratowniczo-gaśniczym, posiada na wyposażeniu cztery samochody bojowe Mercedes Benz Atego 1326 GBA 2,5/20, GCBA 6/32 Jelcz 315,GBARt Iveco Eurocargo i GLM 8 Ford Transit IV.

## Demografia
Ludność według spisów powszechnych, w 2009 roku według PESEL.
| Rok    | 1900 | 1921 | 1931 | 2002 |
| Liczba | 276  | 344  | 388  | 604  |

## Galeria

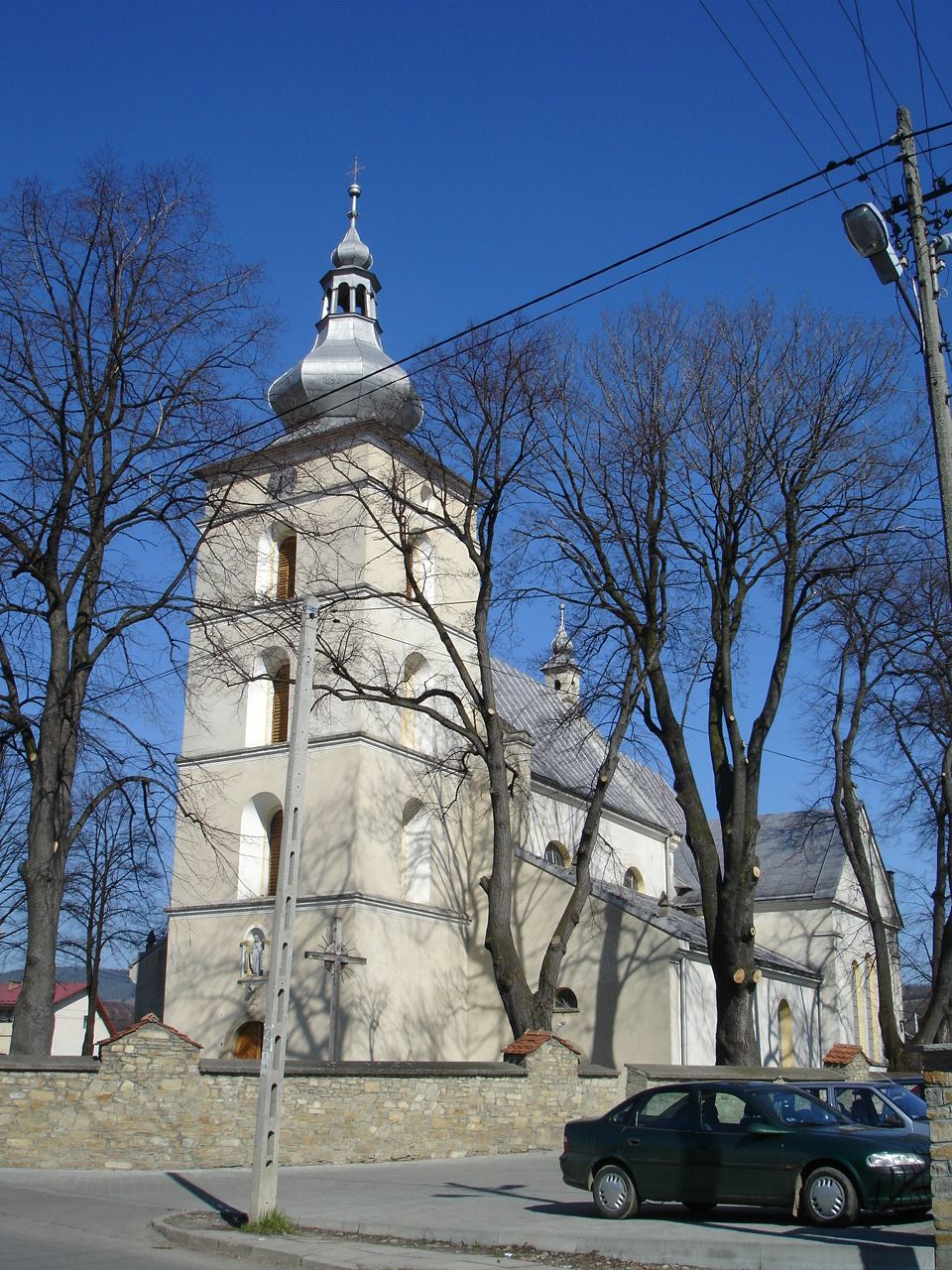
Kościół św. Jana Chrzciciela
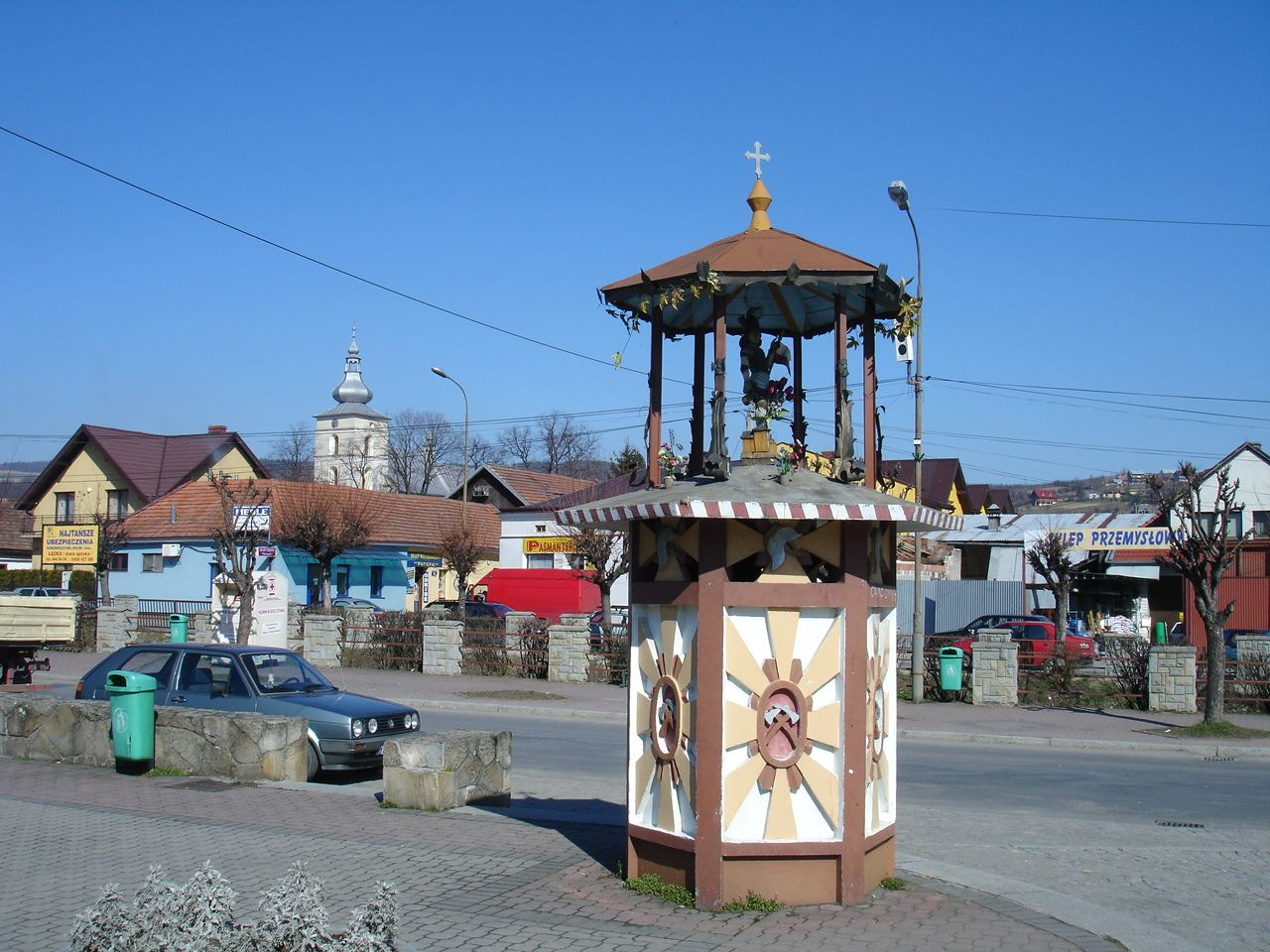
Rynek w Łącku
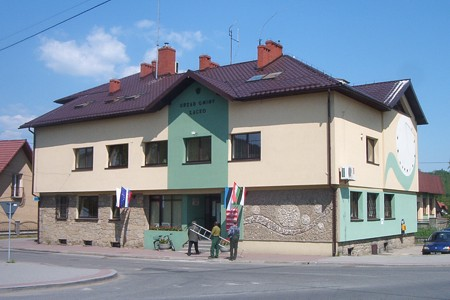
Siedziba urzędu gminy
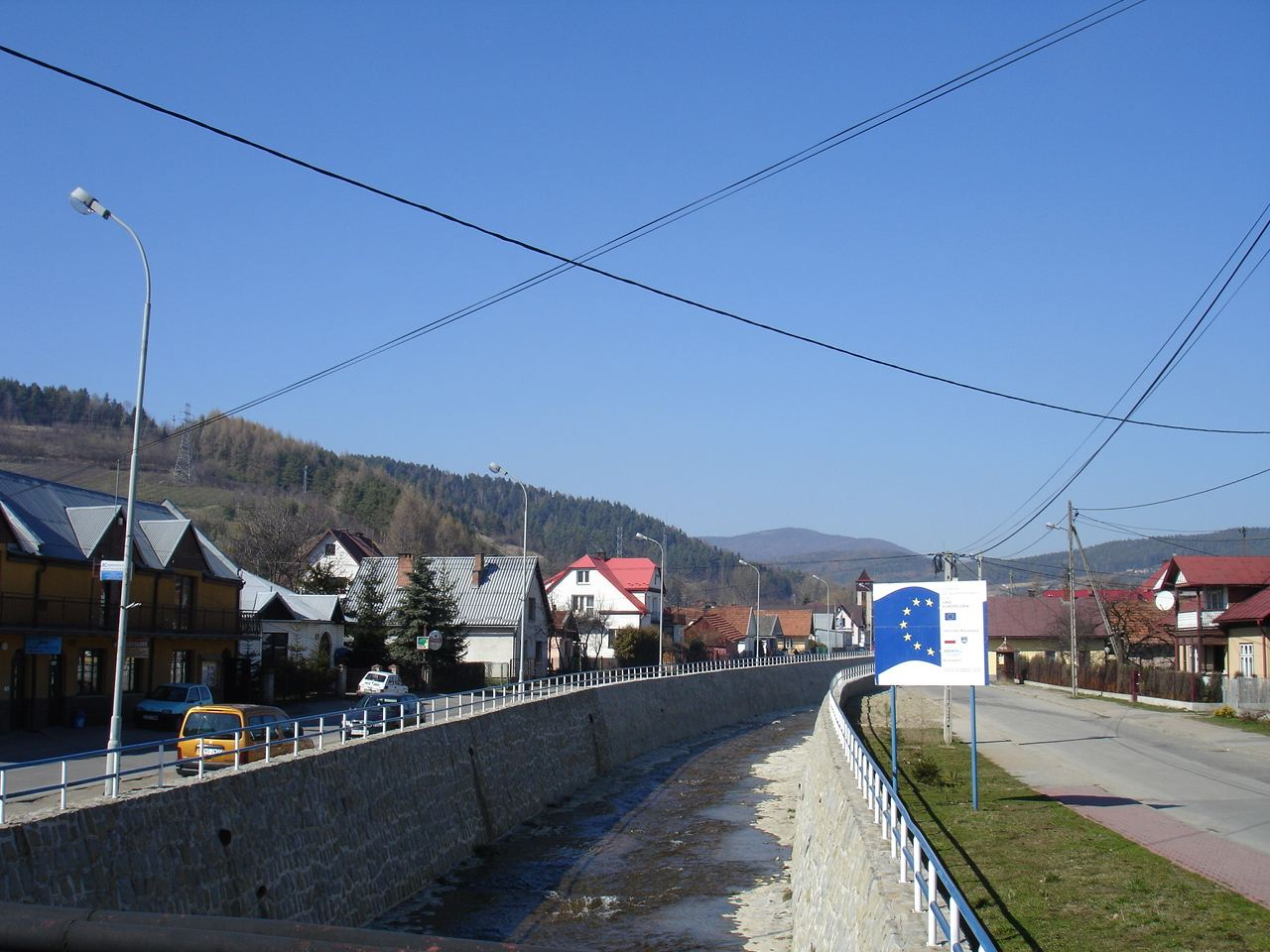
Czarna Woda przepływająca przez Łącko
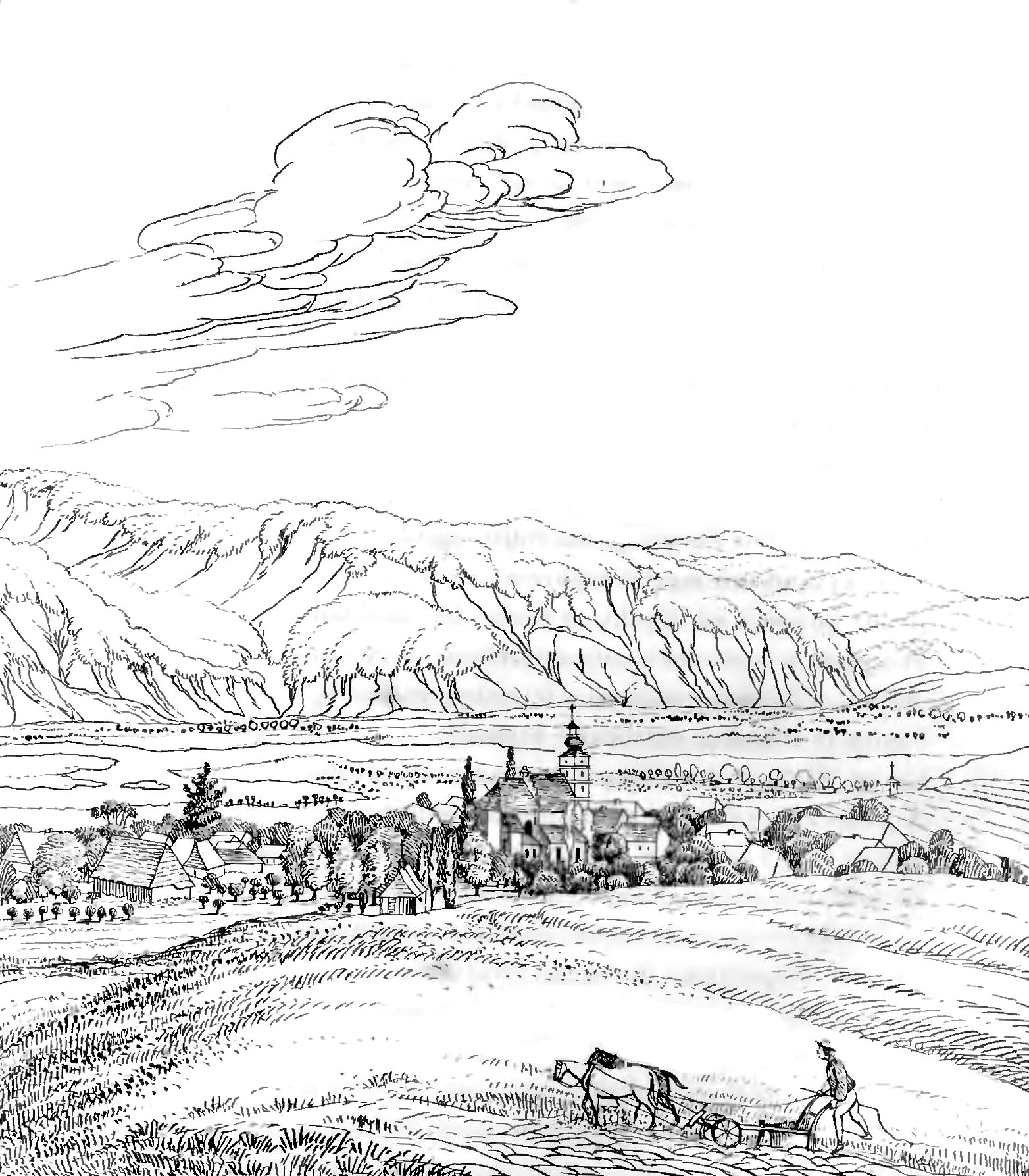
Ilustracja do książki „Tatry w dwudziestu czterech obrazach” (Macieja) Bogusza Zygmunta Stęczyńskiego. Oryginalny podpis: „Wieś Łącko. Rys. z nat. 1851 B. Stęczyński i ryt. 1859”
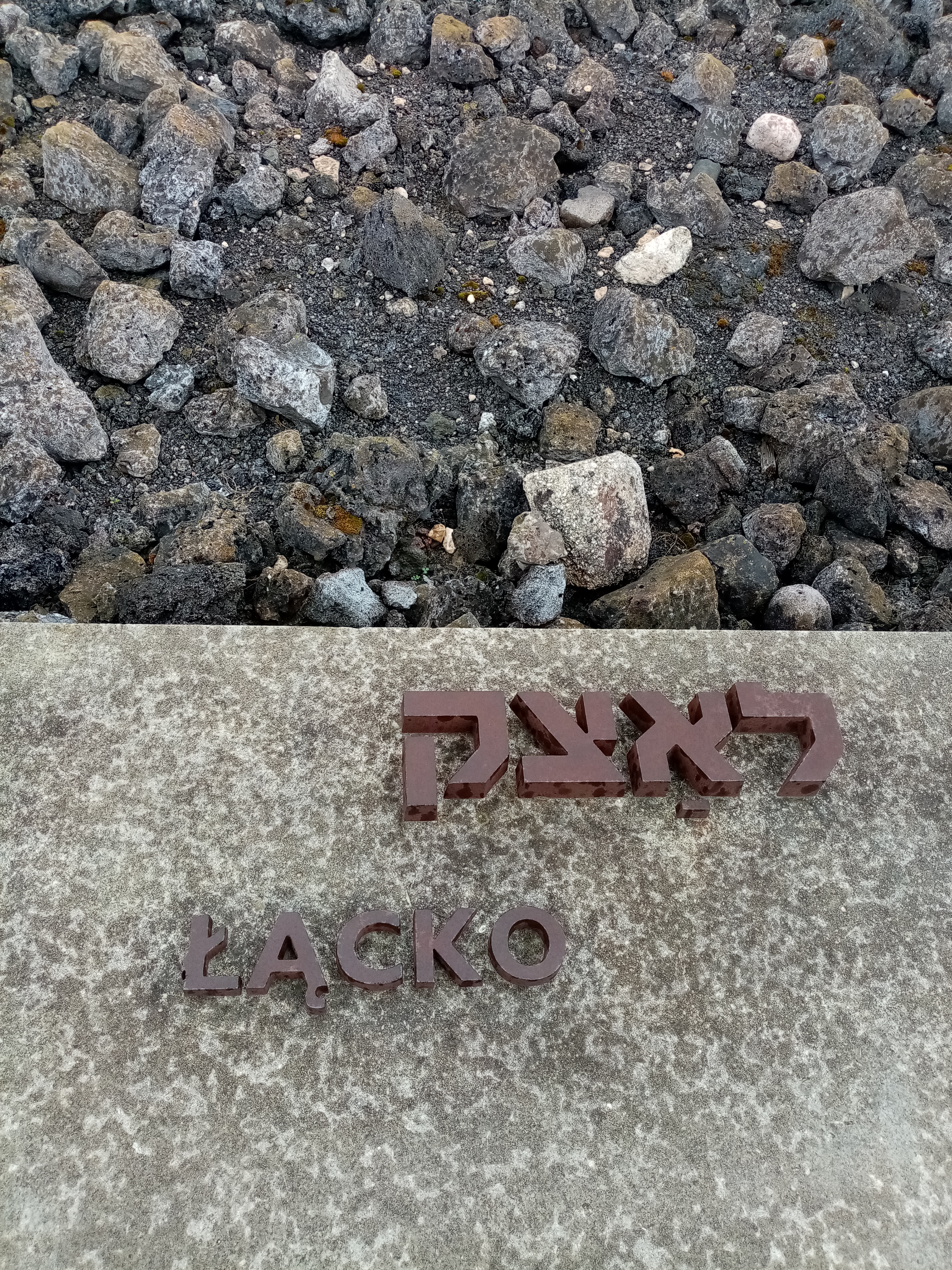
Upamiętnienie Żydów z Łącka na terenie Muzeum – Miejsca Pamięci w Bełżcu